# Licania caldasiana
Licania caldasiana är en tvåhjärtbladig växtart som beskrevs av José Cuatrecasas. Licania caldasiana ingår i släktet Licania och familjen Chrysobalanaceae. IUCN kategoriserar arten globalt som utdöd. Inga underarter finns listade i Catalogue of Life.